# 雷诺FT-17坦克
雷諾FT-17，是一款法國輕型戰車。它於一戰時由法國研發，是世界上第一款安裝旋轉炮塔的坦克。因此，許多軍事歷史學家將雷諾FT-17稱為世界上第一輛現代坦克。截至一戰結束時，一共生產了3187輛。甚至在二戰爆發時，還有1800輛FT-17坦克在法國軍隊中服役。
在一戰後，雷諾FT-17曾經出口到至少27個國家中。

## 研發歷史

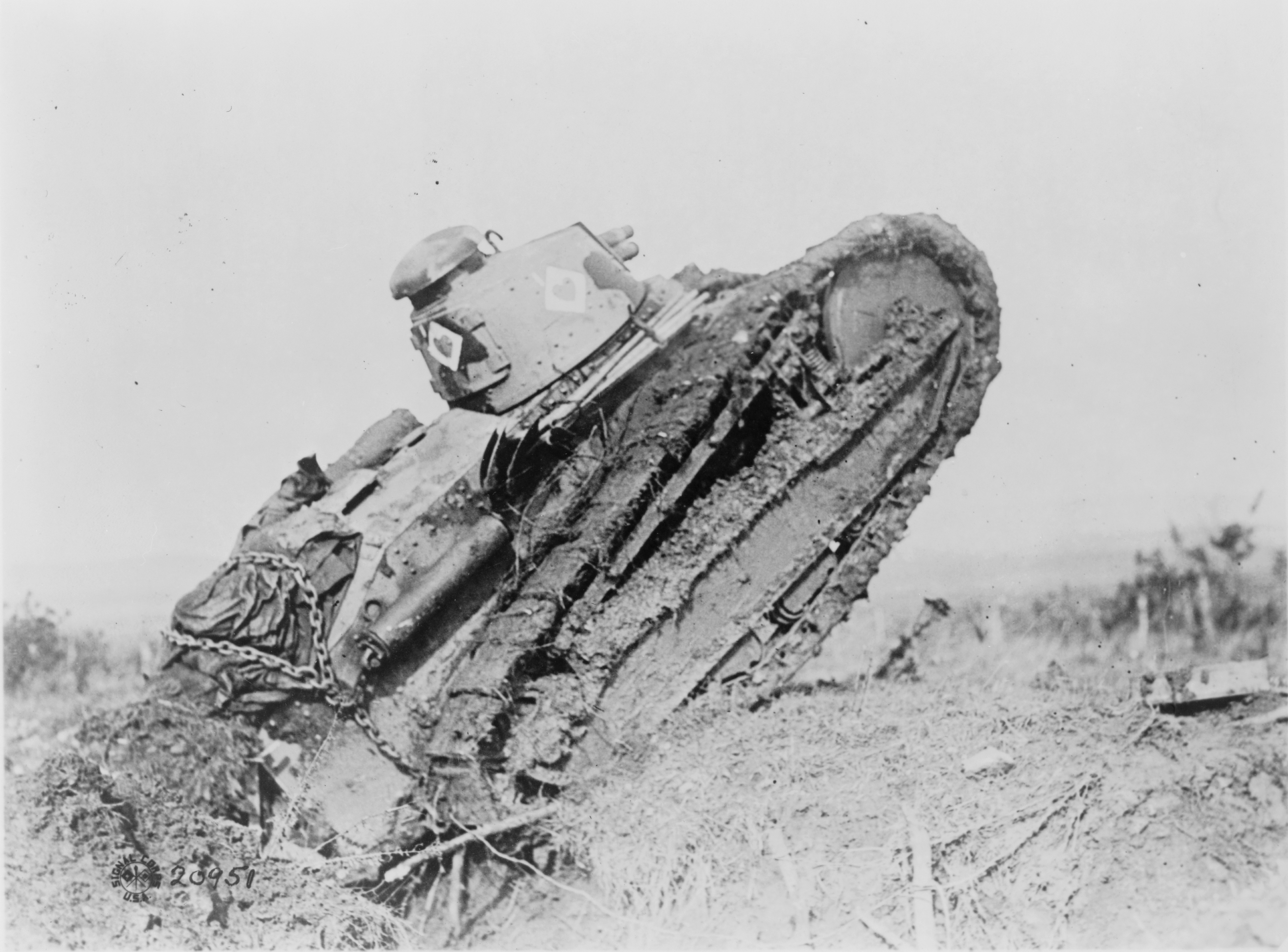
一輛法軍的雷諾FT-17坦克，攝於一戰期間

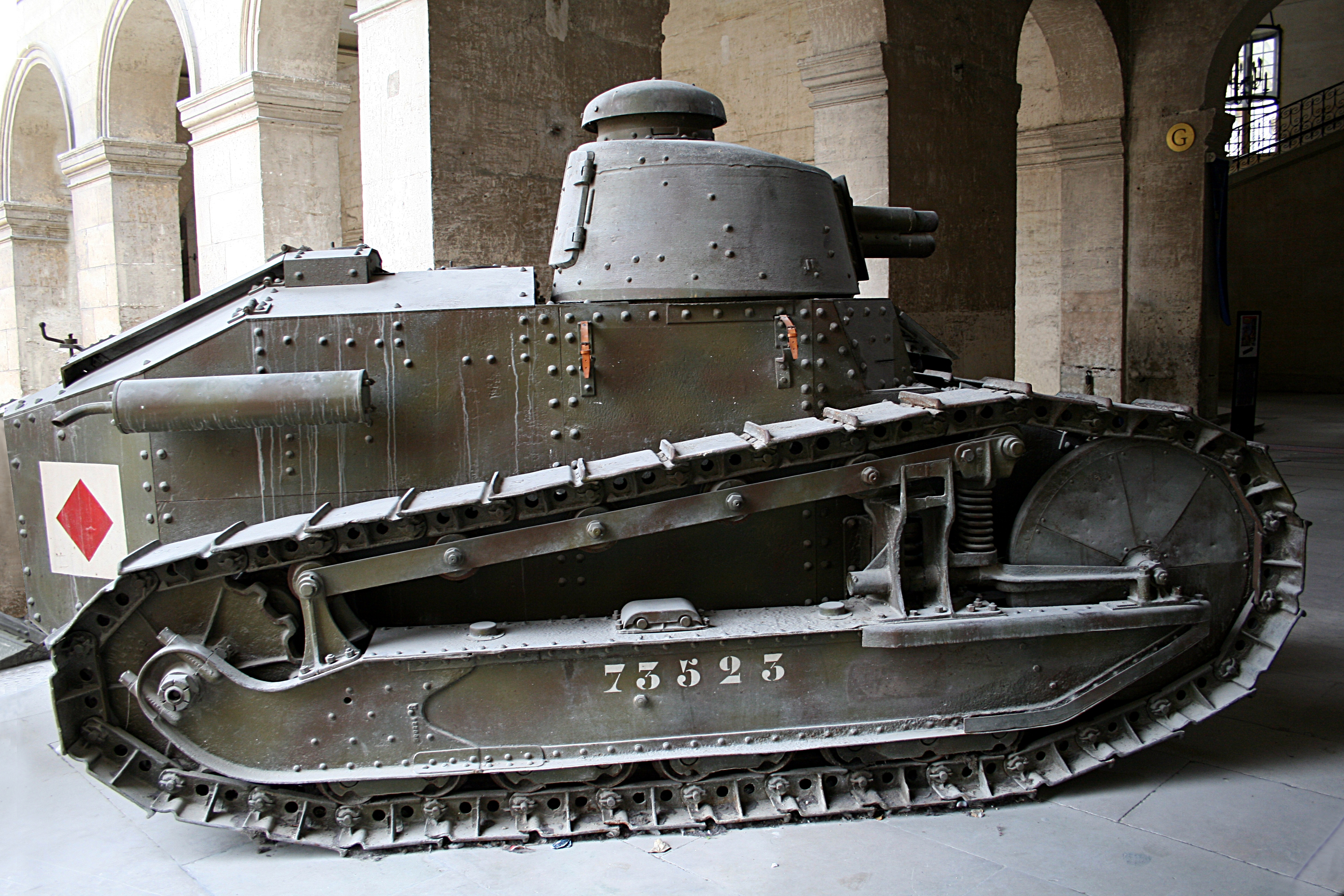
巴黎軍事博物館（法語：Musée de l'Armée

法國最早於1915年開始，對履帶式車輛產生興趣。當時，法國計劃將其用來對付敵軍的鐵絲網。隨後，法國先後製造出了諸如施耐德CA1坦克等一批坦克。到了1916年，法軍決定集中力量生產輕型戰車而不是中型坦克。在同年7月，在法國裝甲兵之父尚·巴普提斯特·尤金·埃斯蒂安建議下，法軍向雷諾訂購了一種“裝甲武器載具”。對其的要求是，重量在6噸左右，能和法軍的步兵一同進行突擊。最終，雷諾公司根據這些要求，研發出了雷諾FT-17。原型車在同年年底製造完成，次年（1917年）年初進行測試後，法國政府向雷諾公司訂購了1000輛雷諾FT-17坦克。之後，這個數字增加到3000輛。第一輛雷諾FT-17坦克在1917年3月17日交付法軍使用。1919年，雷諾公司又研發出一款雷諾FT-17的改進型。作出的改進包括安裝一臺馬力更強勁的發動機，在履帶中添加一些額外部件，以及改換上一門長身管的皮托坦克炮。:22-23
1917年，曾有人要求將FT-17坦克的容積增大，並讓炮塔能容納下兩名乘員。但是因戰事緊急，沒有時間再修改設計，該建議並未被採納。
由於以開發適合量產的車輛作為前提，車身裝甲板大部分採直角設計便於接合，同時FT-17是第一個採用引擎、戰鬥室、駕駛艙各以獨立艙間安裝的設計，這樣的設計讓引擎的廢氣與噪音被鋼板隔開，改善士兵作戰環境；為了改善作戰人員的視野與縮小火力死角，因此設計了可360度轉動的炮塔；這些創新的實用設計日後成為所有戰車的設計核心概念。
雷諾FT-17坦克可以說是一戰中造價最低廉而且構造最簡單的坦克，FT-17停產時法國陸軍接收了3144輛FT-17，美國陸軍接收了514輛，義大利則接收了3輛與設計圖，法國最終總共生產3694輛。它還被譽為是一戰中最優秀的坦克之一。:22-23

## 服役
雷諾FT-17坦克最初於1918年5月31日的雷斯森林戰役中投入使用。當日，法軍派出了21輛雷諾FT-17坦克，配合步兵佔領了德軍的部分陣地。但是在德軍的反擊下，截止到當日傍晚，僅有3輛雷諾FT-17坦克還能繼續作戰。最初，雷諾FT-17坦克的損失比較慘重，但隨着乘員們的經驗的累積，損失也隨之減小。在作戰中，甚至近程的步槍射擊都可以撕裂FT-17坦克表面的裝甲，而被剝落下來的碎片可能會讓車內的乘員受傷，甚至被弄瞎。其最大速度僅有7.7公里/小時，被認為太慢，特別是在重機槍的攻擊下。
1940年法國戰役爆發時，法軍有6個戰車營（每個營裝備63輛）及部分獨立裝甲連裝備共1300輛雷諾FT-17坦克。後來，這批FT-17一部分被德軍繳獲。次年（1941年）法軍在法屬印度支那對抗泰國的入侵時，使用過FT-17坦克。

## 性能/設計

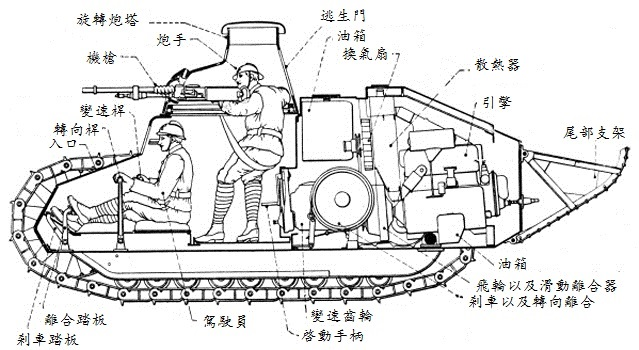
雷諾FT-17的結構圖

雷諾FT-17由兩名乘員操作，駕駛員坐在車體的前部，而車長則坐在車體的中部，半個身子伸進炮塔中。駕駛員有三個觀察窗，同時，也可以打開艙門進行駕駛。在炮塔後方安裝有逃生門，便於乘員在緊急情況下逃離。裝甲方面，最薄處為6mm，最厚處22mm。火力方面，雷諾在旋轉炮塔上FT-17坦克安裝一門皮托SA-18坦克炮或霍奇克斯M1914重機槍。其37mm戰車炮是肩扛式的，而裝填方式則與單發式的步槍相似。其炮塔可以通過轉動一個炮塔內的手柄來進行旋轉。
機動方面，雷諾FT-17坦克採用了雷諾18CV液冷汽油引擎，該引擎為直列四汽缸結構，總排氣量4.5公升，採用化油器供油，熱交換器風扇裝置裝設在乘員艙，同時有為成員艙換氣的功能，但早期的風扇為皮革製皮帶驅動，很容易因過熱變形失效，導致引擎拋錨。在每分鐘轉速1,500轉時，引擎可輸出39匹馬力；每分鐘轉速1,000轉時，引擎可輸出27匹馬力；每分鐘800轉時，引擎可輸出20匹馬力。引擎輸出的動力連接手排變速箱，該變速箱有4個前進檔、1個倒退檔。在四檔時，車輛的前進時速最大達每小時7.7公里。發動機、變速箱、油箱均安裝在坦克的後部。其懸掛裝置有4個輪軸架。第一個輪軸架裝有3個小直徑負重輪，後面的三個輪軸架則只安裝有2個小直徑負重輪。因誘導輪較主動輪大，所以履帶的上半部分前部高於後部。雷諾FT戰車的履帶為鑄造鋼製造，履帶全寬32.4公分，僅有橫向突起，所以其防滑能力較差。其接地壓力為60千帕（0.6公斤／平方公分）。雷諾FT-17坦克沒有底盤，車體直接承受坦克的重量。:22-23，雷諾FT戰車能跨越1.8m的壕溝或是0.6公尺的障礙牆，其可以爬上27度以下的坡道，並且在38度的斜坡上維持穩定不會翻車。

## 它國使用情形

### 蘇俄

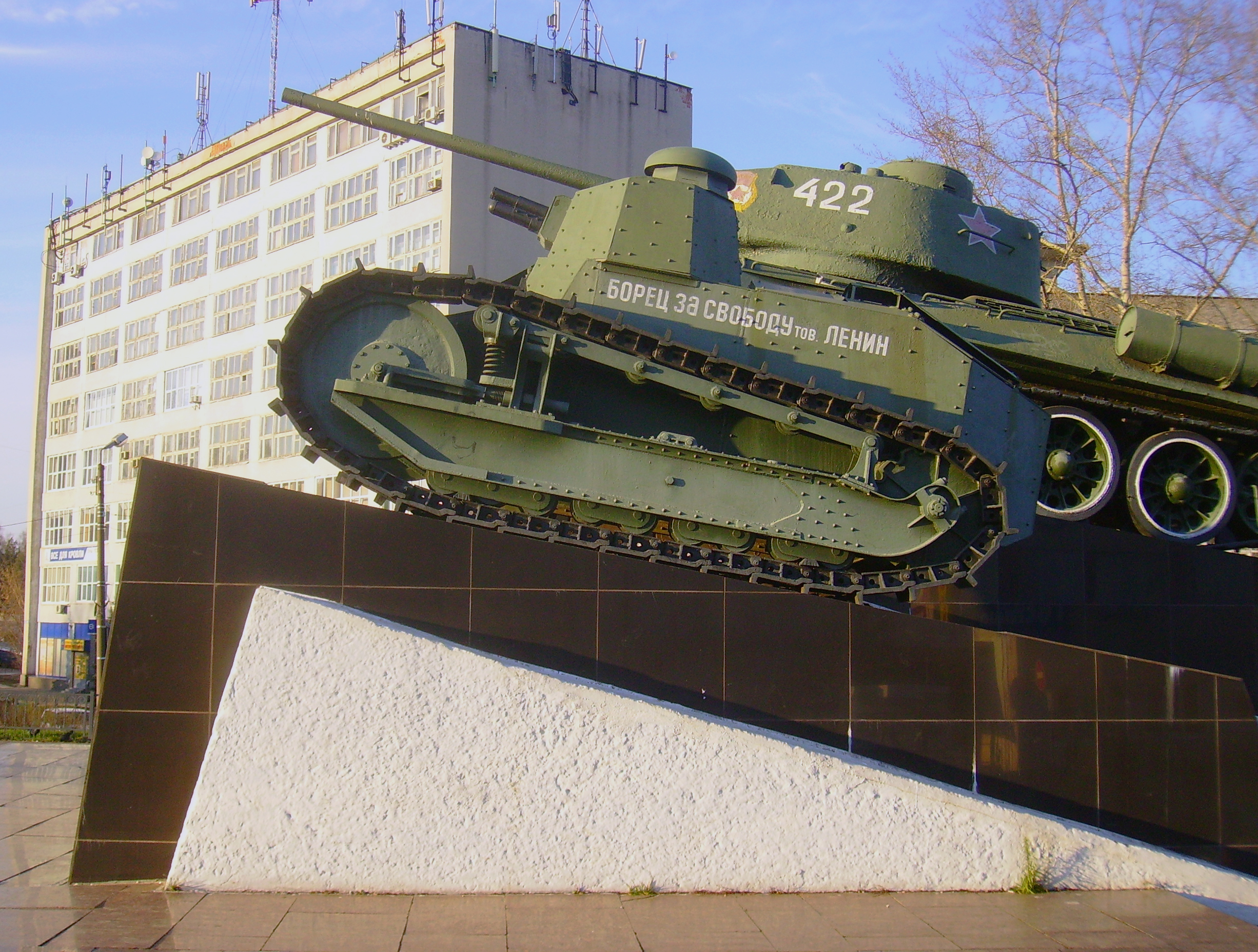
前方的坦克為蘇俄的“自由戰士列寧號”，而後方的坦克是一輛T-34/85

蘇聯紅軍最初一批戰車中，就包括FT-17坦克。第一批獲得的6輛FT-17是在1919年從敖德薩貝雷濟夫卡的協約國與俄國白軍中擄獲，其中一輛後來送往莫斯科，在列寧的指示下由紅色索爾莫沃造船廠研析，並使用列寧格勒伊佐拉工廠製造的引擎與裝甲版進行製造，並開發了自製的變速箱。這款戰車被稱為“自由戰士列寧號”，或稱為俄羅斯雷諾、KS戰車等。但考慮到內戰後國內工業的衰退，最終加上原型車僅生產了15輛。這種戰車與其說是新型戰車，不如說是翻新版的FT-17戰車，但蘇聯使用這批戰車在1922年建立了蘇聯第一支戰車部隊。後，蘇聯又在其基礎上研發出了T-18坦克。
不過，紅軍和白軍的戰車，在蘇俄內戰期間，都沒有發揮太大的作用。當時英法兩國向白軍提供的戰車不及130輛，加之戰車本身速度慢、機械可靠性差，而且缺乏油料和備用零部件，在以機動縱深作戰為主的蘇俄內戰中，戰車部隊的作用反而不及騎兵部隊。

### 美國及加拿大

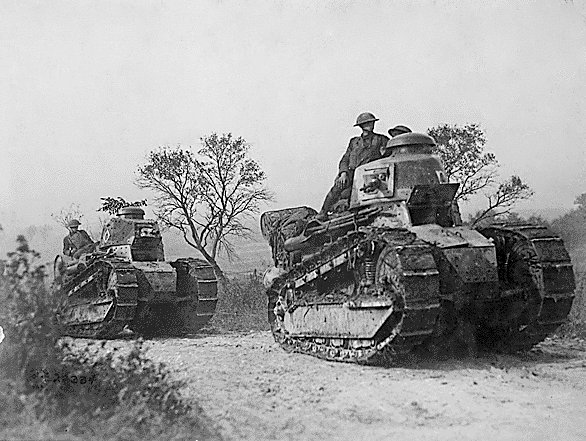
美軍的FT-17坦克

美國於1917年4月加入了一戰。其間曾經從法國那裏採購了一批FT-17坦克。之後，美國在FT-17的基礎上，研發出了M1917輕型坦克，並在1918年10月投產，總共量產了952輛。但是，這款坦克因為生產時間過晚，並未在一戰中服役。:23-24在戰間期，這批戰車主要用於訓練，到第二次世界大戰爆發時，作為過剩軍品轉讓給英國與加拿大。
1940年，美國曾把一批FT-17賣給了加拿大。

### 義大利
義大利在一戰時候，曾經從法國採購了一批FT-17坦克，並在其基礎上研發出了飛雅特3000式輕型坦克。

### 中華民國

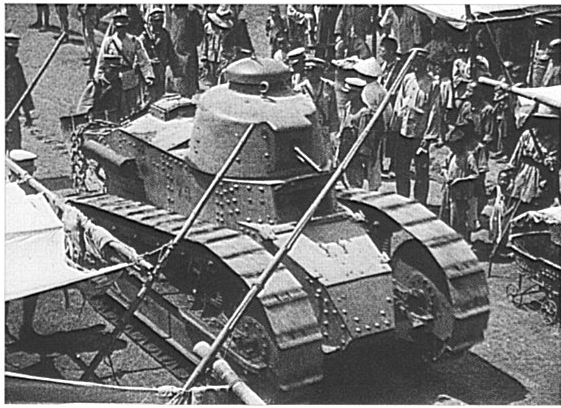
奉系軍閥的FT-17，攝於1927年的山東

在1919年，法國曾經派出了一批FT-17到海參崴參加對蘇俄的作戰。後來，這批坦克由奉系軍閥張作霖獲得。後來，為準備與直系軍閥作戰，張作霖之後又向英國、法國、美國購買了一批坦克，其中就包括36輛雷諾FT-17。這批FT-17坦克分為裝備機槍和37mm戰車炮的兩種型號。其中，第一批共10輛FT-17在1924年運抵大連。並用於其與直系軍閥吳佩孚勢力的戰鬥中。之後，在1928年，為對抗蔣介石所發起的二次北伐，這批FT-17坦克隨東北軍的戰車隊被派往河南，在接下來的戰鬥中，有六輛FT-17坦克被擊毀。在東北軍戰敗後，這批坦克又隨戰車隊回到了東北。在東北易幟之後，這批坦克隨東北軍一起併入了中華民國國民革命軍中。在中東路事件中，它們還曾經被運往前線，但是在它們抵達之前，蘇軍就已得勝。在九一八事變之後，它們大部分均被拋棄在東北，大部分被日軍所擄獲，並被編入了滿洲國軍中。而有兩輛FT-17則被帶入關內，並由張學良贈送給蔣介石。這兩輛FT-17則撥給南京中央軍校當練習車使用。
另稱雲南軍閥龍雲滇軍亦保有一批FT-17，在1945年中央軍解決昆明事變時亦獲得四輛
1927年，國民革命軍中央軍在北伐戰爭中曾經擄獲東北軍的一輛FT-17坦克。在停於浦口車站時候，軍民均上前圍觀。在場的軍人稱其為“鐵牛”。
胡獻群將軍提到第五軍裝甲兵團入緬時，有裝備一種雷諾戰車裝備37mm砲與機槍一挺，依其描述應為FT-17。

### 波蘭

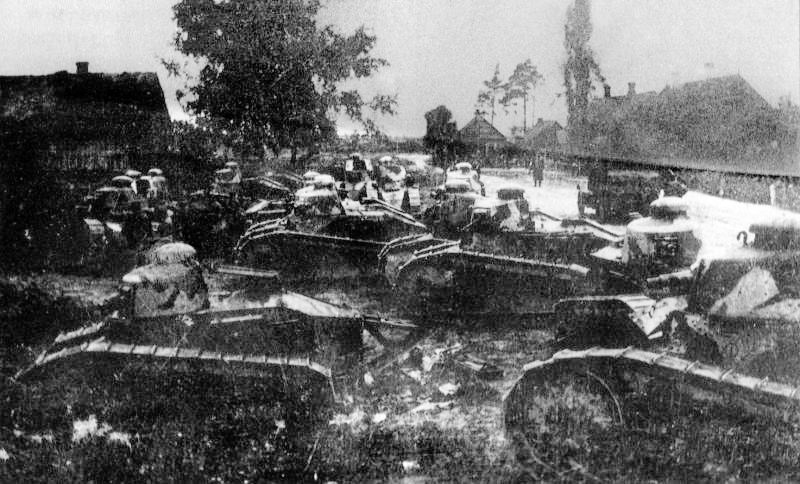
波蘭军队的所裝備的FT-17坦克

1919年四月到到五月間，波蘭第一坦克團在法國成立。該團的裝備和部分人員來自原法國第505坦克團。該團裝備了120輛FT-17坦克，其中75輛裝備37mm皮托SA-18戰車炮，另外45輛則安裝的是8mm哈奇開斯M1914機槍。在1919年6月，該團帶着其裝備回到了波蘭。因為該團的緣故，波蘭成為了當時世界上第四大裝甲強國。該團由5個營組成，每個營都又下屬兩個連，每個連又由三個坦克排組成。每個坦克排配有5輛坦克，其中三輛安裝37mm火炮（包含指揮車），兩輛安裝機槍。
從1919年9月開始，波蘭的FT-17坦克參與了蘇波戰爭。在1919-1920年間，波蘭軍中的的FT-17坦克中，有8輛被毀，並有12輛被擊傷。在1924年，波蘭又購入了6輛雷諾TSF。隨後，波蘭又買入了5輛雷諾M26/27和一輛NC-27。而在1926年，波蘭又自主製造了27輛FT-17坦克。它們的裝甲防護幾乎為零，故這批FT-17坦克主要被用於訓練。而自1927年起，有至少65輛波蘭軍的FT-17更換了新型履帶。
1939年波蘭戰役爆發前，仍然有106輛FT-17坦克在波蘭軍隊中服役，儘管這時它們的使用價值已經很小了。波蘭戰敗後，一部分FT-17坦克被德軍擄獲。

### 西班牙
西班牙曾經在1921年買入了12輛雷諾FT-17坦克，這十輛坦克均是安裝機槍的型號，它們之後被用於1922年的里夫戰爭中。1930年代的西班牙內戰中，共和軍和佛朗哥的國民軍兩派均曾使用過FT-17坦克。

### 日本

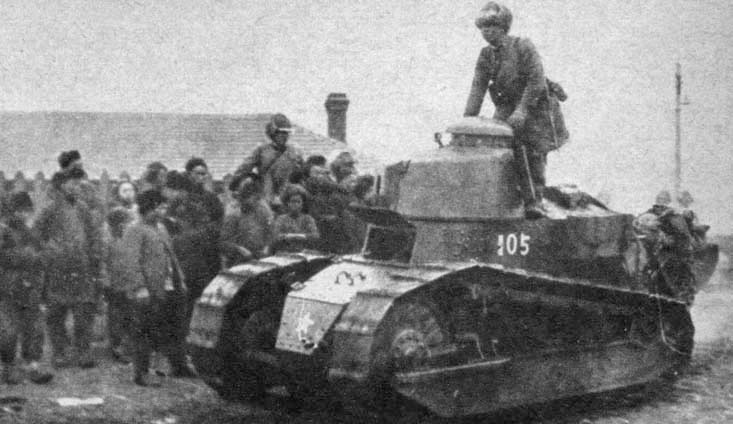
日軍用於進攻黑龍江的FT-17戰車

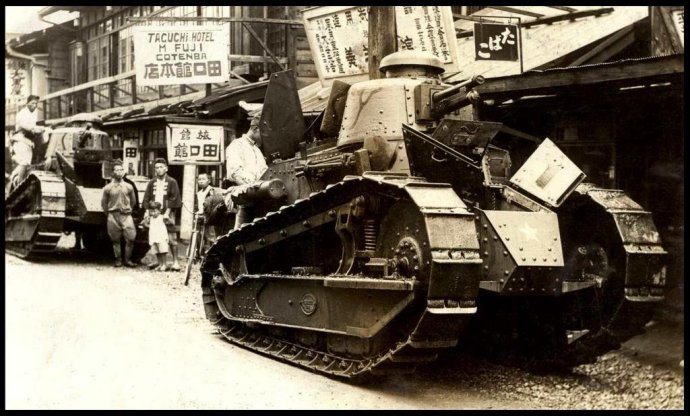
開到福岡縣春日市街上的兩輛日軍FT坦克。

日本曾在1919年買入了一批FT-17坦克。這批坦克分為安裝37mm戰車炮的和安裝機槍的兩種型號。隨後，它們都被換上了日本機槍或十一年式步兵炮。其中一部分編入日軍的第一支裝甲部隊——大日本帝國陸軍第一戰車聯隊，而另一部分則用於訓練。

### 納粹德國
在法國投降後，德軍從法國人手中繳獲了一批FT-17。德軍將其命名為“PzK 18R 730(f)”。在1944年，德軍還在巴黎與盟軍的戰鬥中使用了FT-17坦克。:8
德軍曾將一部分FT-17坦克的炮塔拆除，並將這些炮塔安裝到海岸防禦工事上。

### 芬蘭
芬蘭曾經在1919年買入了一批雷諾FT-17坦克。在1939年的冬季戰爭中，芬蘭還使用過這批FT-17坦克。在當時，雷諾FT-17坦克已經是非常過時了。因為移動速度慢，芬蘭把它們當作固定火力來使用。不過，它們很快就被擊毀了。

## 影響
雷諾FT-17坦克這樣的駕駛室位於車體前方，戰鬥室位於車體中部，發動機和傳動系統位於車體後方，將主炮安裝在一個可360度迴旋的炮塔上的佈局方式，對後來的坦克佈局產生了深遠影響，直到今天，這種模式仍然是主流的戰車佈局模式。

## 使用国
| 法國   | 比利时 | 巴西   | 中華民國 | 捷克斯洛伐克 | 爱沙尼亚 | 芬兰 | 阿富汗 | 加拿大 |
| 日本   | 義大利 | 立陶宛 | 波蘭     | 羅馬尼亞     | 俄國白軍 | 苏联 | 西班牙 | 英国   |
| 土耳其 | 挪威   | 美国   | 南斯拉夫 | 瑞士         | 德國     | 伊朗 | 瑞典   | 希腊   |

## 衍生、仿製型號

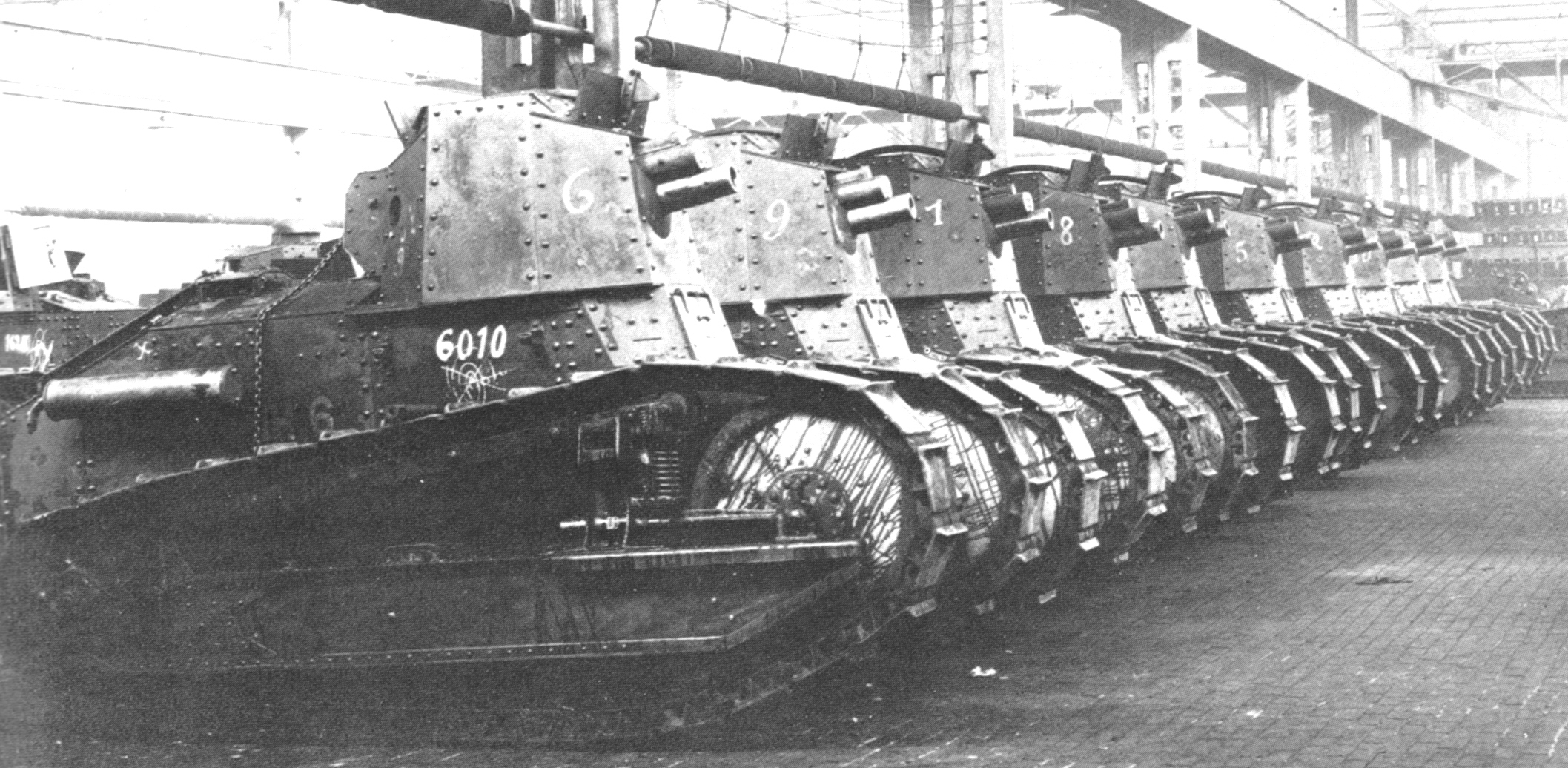
一隊雷諾FT BS

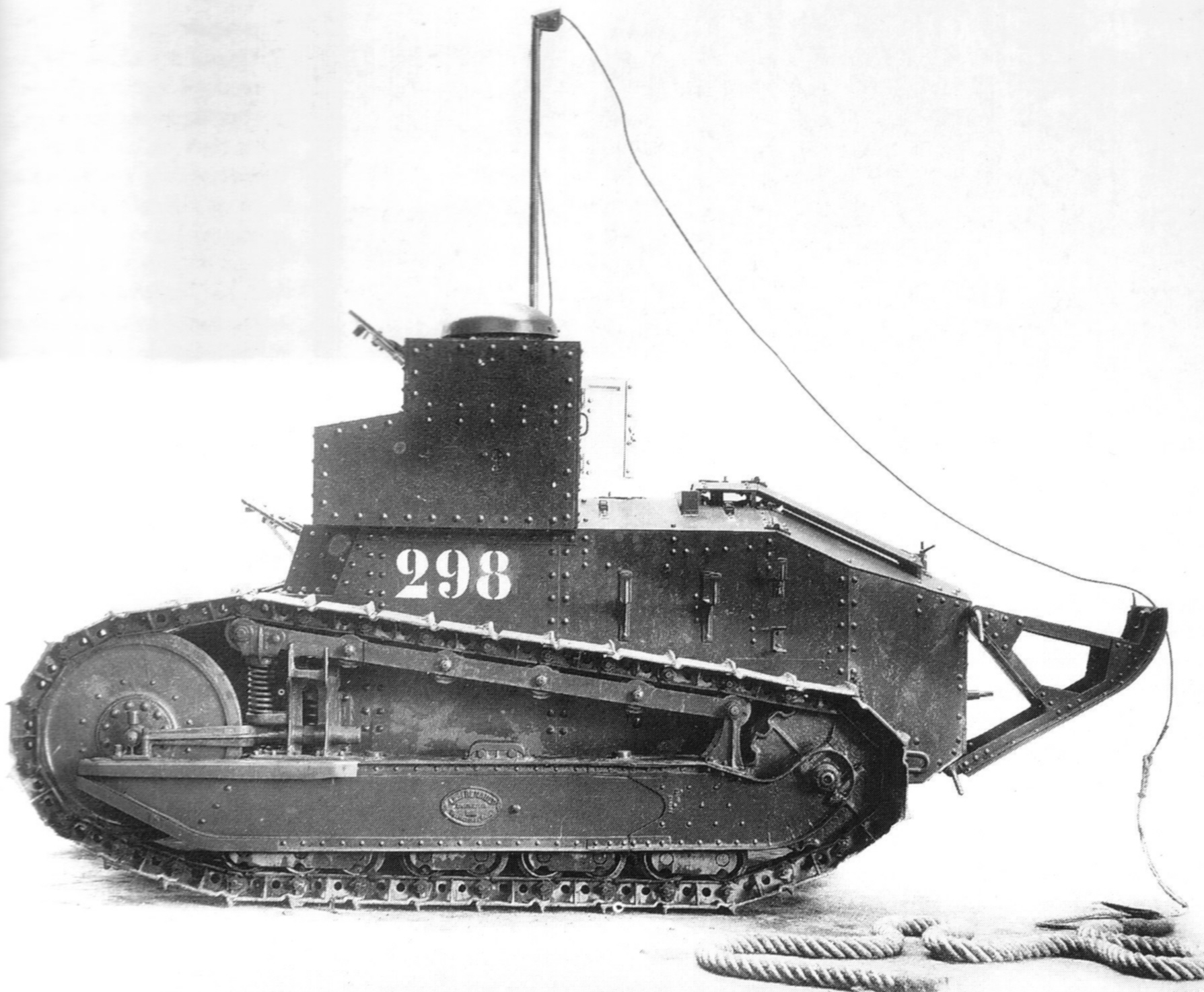
一輛雷諾 TSF

| 改進國家 | 名稱                 | 說明 |
| -------- | -------------------- | --- |
| 法國     | 雷諾M26/27           | 雷諾FT-17的一種不成功的改進型。使用和FT-17同樣的車體和武裝。其與FT-17的不同點是安裝了克格里斯橡膠履帶（英語：Kegresse rubber tracks）。曾經出口到波蘭。 |
| 法國     | 雷諾 TSF             | 在拆除武器的雷諾FT-17坦克上安裝無線電臺的型號。至少生產了188輛。 |
| 法國     | 雷諾FT-75 BS         | 雷諾FT-75 BS是將雷諾FT-17的炮塔拆除後，安裝一門固定式的75mm短管榴彈炮的自走炮。1917年底得到了700輛的訂單，不過完成的數量不明，至少生产了39辆。 |
| 法國     | nc-31                | 法國陸軍從1931年開始進行的近代化改良版，法國將當時現役的1580輛的各型FT-17換裝1930年代法國標準火器：7.5公厘賴貝爾機槍，將啟動輪由木製變更為鋼製品，並增厚駕駛艙蓋鋼板。而FT-17所換下來的短管主砲則在翻修後被拿去安裝在雷諾R35戰車上，近代化後的FT-17又被称为nc-31戰車。 |
| 美国     | M1917輕型坦克        | 美國生產的FT-17坦克。 |
| 義大利   | 飛雅特3000式輕型坦克 | 義大利在FT-17的基礎上研發出的輕型坦克。 |
| 波蘭     | “鐵坦克”             | 波蘭生產的FT-17坦克，主要用於訓練。 |
| 波蘭     | “氣體坦克”           | 可以釋放化學煙霧的FT-17坦克改進型。 |
| 波蘭     | FT-17軌道車          | 可以在鐵路上行駛的FT-17坦克改進型。由波蘭於1933年研發。 |
| 苏联     | “自由戰士列寧”號     | 蘇聯仿製的FT-17坦克。 |
| 苏联     | T-18坦克             | 蘇聯在FT-17的基礎上研發的坦克。 |

## 現存的戰車
截至2013年，全世界還存在有大約41輛FT-17坦克和20輛M1917輕型坦克。

## 腳注

### 來源
1. 1 2 3 4  . （原始内容存档于2014-04-07）.
2. 1 2 3 4 5  .   [2014-04-05]. （原始内容存档于2014-04-07）.
3. 1 2 3 4 5 6 7 8 9 10 11  David Miller. . Zenith Imprint. 2000: 44–47. ISBN 978-0-7603-0892-9.
4. 1 2 3 4 5 6 7 8 9  .   [2014-04-05]. （原始内容存档于2018-05-12）.
5. ↑  Zaloga 1988，第3頁.
6. 1 2 3 4 5  Spencer Tucker. . ABC-CLIO. 1 January 2004. ISBN 978-1-57607-995-9.
7. ↑  .   [2014-04-05]. （原始内容存档于2014-06-05）.
8. 1 2 3 4 5 6  .   [2014-04-05]. （原始内容存档于2015-02-19）.
9. 1 2  Robert Jackson. . The Rosen Publishing Group. 1 January 2010: 11  [2014-04-05]. ISBN 978-1-4358-3595-5. （原始内容存档于2014-07-04）.
10. 1 2 3 4 5  David Miller. . Zenith Imprint. 1 October 2002: 64–67  [2014-04-05]. ISBN 978-0-7603-1475-3. （原始内容存档于2014-07-04）.
11. 1 2 3  Mark Henry. . Osprey Publishing. 2012-08-21: 40–41. ISBN 978-1-78200-234-5.
12. ↑   David Porter著 卡米柚子譯. . TW: 楓書坊. : p40. ISBN 978-986-6326-28-8 （中文（繁體））.
13. 1 2 3 4   Tim Bean、Will Fowler 著 李明、王熙譯. . 臺灣: 風格司藝術創作坊. : 9–11. ISBN 978-986-84311-7-1.
14. ↑  韩雨江，孙铭，徐波编. . 长春：吉林科学技术出版社. 2014.12: 15. ISBN 978-7-308-14035-5.
15. ↑  烽火中國的裝甲兵1925~1949 王立本 ISBN 957-30497-5-9 36~37頁 根據本書是1927年購入約三十幾輛FT-17，詳細不明，且是報廢的，是購入後再行整修使用
16. ↑  烽火中國的裝甲兵1925~1949 王立本 ISBN 957-30497-5-9 38~40頁 根據本書，是1927年10月晉奉涿州戰役中使用，奉軍由張學良任總指揮，調來六輛FT-17作戰，過程中三輛被擊破，另不明
17. 1 2  .[永久]
18. ↑  .   [2014-04-05]. （原始内容存档于2013-04-12）.
19. ↑  抗戰時期國軍機械化/裝甲部隊畫史1929-1945，滕昕雲，ISBN957-30497-6-7 10頁 118頁 有照為證，皆為機槍型
20. ↑  抗戰時期國軍機械化/裝甲部隊畫史1929-1945，滕昕雲，118頁
21. ↑  烽火中國的裝甲兵1925~1949 王立本 ISBN 957-30497-5-9 41頁 鐵牛是英製小戰車於江蘇省擄獲，因此非FT-17
22. ↑  抗戰時期國軍機械化/裝甲部隊畫史1929-1945，滕昕雲，ISBN957-30497-6-7 121頁 有照片，是裝備Girod砲塔有37砲亦有機槍的FT-17
23. ↑  .   [2010-05-01]. （原始内容存档于2010-02-25）.
24. ↑  .   [2014-04-05]. （原始内容存档于2014-04-07）.
25. ↑  Michael Green. . Zenith Imprint. 2008: 57–. ISBN 978-1-61673-270-7.
26. ↑   (PDF).   [2010-05-01]. （原始内容 (PDF)存档于2011-07-19）.
27. ↑   (PDF).   [2010-05-01]. （原始内容 (PDF)存档于2011-07-19）.